# Evanophanes insignis
Evanophanes insignis là một loài Trichoptera trong họ Limnephilidae. Chúng phân bố ở miền Ấn Độ - Mã Lai.